# Вадим Докторов
Вадим Докторов, Vadim Doctorov (22 січня 1976 — 07 вересня 2021) — український сучасний фотограф з міжнародним ім'ям. Особливо відомий своїми fashion-фотографіями, трюковими зйомками і портретами. Працював у фотодуеті Doctorov Photography зі своєю дружиною, моделлю Валерією Собакар-Худояр.
Вадим Докторов — автор фото- та відеопроєктів для євразійських і міжнародних організацій, включаючи Greenpeace. Володар Гран-прі, переможець багатьох вітчизняних і міжнародних фотоконкурсів, серед яких Tokyo International Photo Awards (TIFA) у категорії «Портретна фотографія».
Був членом журі українських та міжнародних фотоконкурсів, серед яких: «Golden Camera», «Black & White Mood», а також фотоконкурсів для Wikipedia. Був президентом Асоціації дитячих фотографів України «Інфано».
Член Національної Спілки Фотохудожників України, автор провідних методик навчання у фотошколах, де він навчив більше десяти тисяч учнів. Також автор власних навчальних курсів і майстер-класів з фотографії. Створив колектив учнів і послідовників.
У портфоліо фотодуету Doctorov Photography обкладинки українських та міжнародних глянцевих журналів, таких як Prestige, MMMagazine, pimkie, Art Portfolio, Мотодрайв, та інші, проведення багатьох виставок та презентацій своїх проєктів в музеях і галереях України та за кордоном.
Основні фотопроєкти Doctorov Photography:
- колекція трюкових фотографій з водою «WaterLand»,
- колекція трюкових фотографій «NeoVision»,
- етнічний проєкт «НЕзабуте Часом»,
- соціальний проєкт «Свобода Панорами»,
- містичний проєкт «Франческа»,
- проєкт «PhotoTravel» (у останньому взяли участь його учні та послідовники під кураторством Doctorov Photography).

Другим покликанням Вадима Докторова була музика. Створив рок-групу під назвою «Sacra Scriptura», в якій був гітаристом і автором музики. Із цією групою здобув перемогу на фестивалі «Червона Рута», 1995 р. Також озвучував власною музикою деякі із своїх відеоробіт.
Після смерті Вадима Докторова розвитком спільної справи, а також завершенням зйомок і спільно початих проєктів займається його дружина.